# NGC 2426
NGC 2426 est une galaxie elliptique située dans la constellation du Lynx. NGC 2426 a été découverte par l'astronome germano-britannique William Herschel en 1790.

## Caractéristiques
Sa vitesse par rapport au fond diffus cosmologique est de 5 778 ± 36 km/s, ce qui correspond à une distance de Hubble de 85,2 ± 6,0 Mpc (∼278 millions d'al).